# Рятсепа (Торі)
Ря́тсепа (ест. Rätsepa küla) — село в Естонії, у волості Торі повіту Пярнумаа.

## Населення
Чисельність населення на 31 грудня 2011 року становила 26 осіб.

## Географія
Село Рятсепа розташоване на лівому березі річки Навесті (Navesti jõgi). Рятсепа межує з селом Тогера.
Поблизу села проходить автошлях 252 (Каансоо — Торі).